# Гончий Брод
Гончий Брод (укр. Гончий Брід) — село в Колодяжненской сельской общине Ковельского района Волынской области Украины.
Код КОАТУУ — 0722182002. Население по переписи 2001 года составляет 134 человека. Почтовый индекс — 45066. Телефонный код — 3352. Занимает площадь 0,92 км².